# 肝屬川
肝屬川（日语：／ Kimotsukigawa */?），又作肝付川，是一條流經日本鹿兒島縣東南部、大隅半島中部的河川。是肝屬川水系的主流，為日本國土交通省指定的一級水系。上游部分也被稱作鹿屋川。

## 地理
發源於大隅半島西部、高隈山地的御岳東麓，向南流經笠野原的西部。在吾平町北部與姶良川匯流，轉向東流。最後在肝属平野南部注入志布志灣。

## 外部連結
- 國土交通省九州地方整備局　大隅河川國道事務所 （页面存档备份，存于）